# Zapis (prawo spadkowe)
Zapis — w prawie spadkowym częściowe rozrządzenie spadkodawcy przedmiotami wchodzącymi w skład spadku na rzecz osoby trzeciej zwanej zapisobiercą.
Zapis rozwijał się już w starożytności, zwłaszcza w prawie rzymskim, w formie jako legatu lub fideikomisu
W polskim prawie spadkowym zapis może być dokonany wyłącznie w rozporządzeniu testamentowym.
Polskie prawo spadkowe zna następujące formy zapisu:
- zapis zwykły
- zapis windykacyjny.